# Itsuo Takanezawa
Itsuo Takanezawa (高根沢 威夫, Takanezawa Itsuo, né le 5 août 1951) est un athlète japonais, spécialiste du saut à la perche.

## Biographie
Il participe aux Jeux olympiques de 1976, à Montréal, et se classe huitième de la finale avec un saut à 5,40 m.
Il remporte la médaille d'or du saut à la perche lors des championnats d'Asie 1979, à Tokyo. 

### Palmarès
| Date | Compétition         | Lieu     | Résultat | Épreuve          | Performance |
| ---- | ------------------- | -------- | -------- | ---------------- | ----------- |
| 1976 | Jeux olympiques     | Montréal | 8e       | Saut à la perche | 5,40 m      |
| 1979 | Championnats d'Asie | Tokyo    | 1er      | Saut à la perche | 5,20 m      |

### Records
| Épreuve          | Performance | Lieu | Date            |
| ---------------- | ----------- | ---- | --------------- |
| Saut à la perche | 5,42 m      | Saga | 27 octobre 1976 |